# 松川町関谷
松川町関谷（まつかわまちせきや）は、福島県福島市の大字。郵便番号は960-1244。

## 地理
福島市の南東部、松川地区の北部に位置し、北で平石、東で松川町浅川・金谷川、南で松川町、西で松川町水原と接する。大部分が山地で占めており、平地は少ない。北東にはJR東北本線が走り、金谷川駅が置かれている。東隣の金谷川全域に福島大学が設置されているため、金谷川駅周辺にアパートなどが建ち並んでいる。

### 山岳
- 愛宕山 - 271 m。

### 字
- 岩戸窪
- 岩作
- 大窪
- 大瓦
- 岩作前
- 金古場
- 神之前
- 上原
- 川越
- 北瓦
- 荒神森
- 坂下
- 清水
- 下原
- 関谷
- 添窪
- 角釜
- 清水前
- 平山
- 高稲場

- 高鳥谷
- 高並
- 高森
- 台
- 道角
- 中田
- 中森
- 鍋石
- 並木
- 沼平
- 羽山岳
- 藤窪
- 別森
- 日向
- 東
- 前越
- 向田
- 向畑
- 本山
- 向山

- 山之伝
- 横谷地
- 割石

## 沿革
- 1889年（明治22年）4月1日 - 町村制施行により、信夫郡関谷村・浅川村・金沢村が合併し、金谷川村が発足。旧関谷村域は金谷川村大字関谷となる。
- 1955年（昭和30年）3月20日 - 金谷川村が信夫郡松川町（旧）・水原村と合併し、新たに松川町（新）が発足。大字関谷は松川町大字関谷となる。
- 1966年（昭和41年）6月1日 - 松川町が福島市に編入され、大字関谷は福島市松川町関谷となる。
- 19??年（昭和??年） - 福島市松川町関谷の一部が福島市金谷川となり、現在に至る。

## 世帯数と人口
2017年（平成29年）6月30日現在の世帯数と人口は以下の通りである。
| 大字       | 世帯数  | 人口  |
| ---------- | ------- | ----- |
| 松川町関谷 | 512世帯 | 909人 |

## 交通

### 鉄道
- 東日本旅客鉄道（JR東日本）東北本線
  - - （松川駅） - 金谷川駅 - （南福島駅） -

### 道路
地内に東北自動車道が通過するがインターチェンジ等の施設はない。
- 福島県道148号水原福島線
- 福島県道193号金谷川停車場線
- 福島県道194号金谷川停車場石内線
- 福島市道46号小田金谷川線

### バス
福島交通路線バス
- 金谷川駅前 - （医大方面）
  - 金谷川・医大